# Observatori Fabra
L'Observatori Fabra està situat a la falda del Tibidabo, a 411 m d'altitud. Propietat de la Reial Acadèmia de Ciències i Arts de Barcelona, és el quart més antic del món que segueix en funcionament, i el 4 de març de 2014 va ser declarat bé cultural d'interès nacional. Deu el nom al seu mecenes, l'industrial Camil Fabra i Fontanills, marquès d'Alella.

## Història

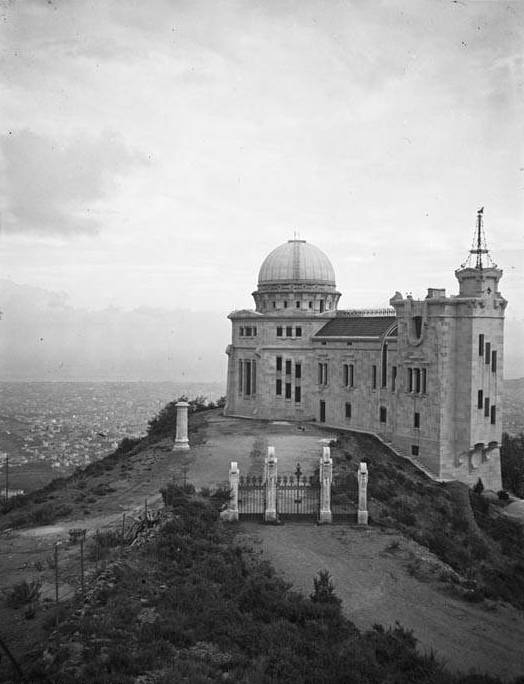
L'Observatori el 1907

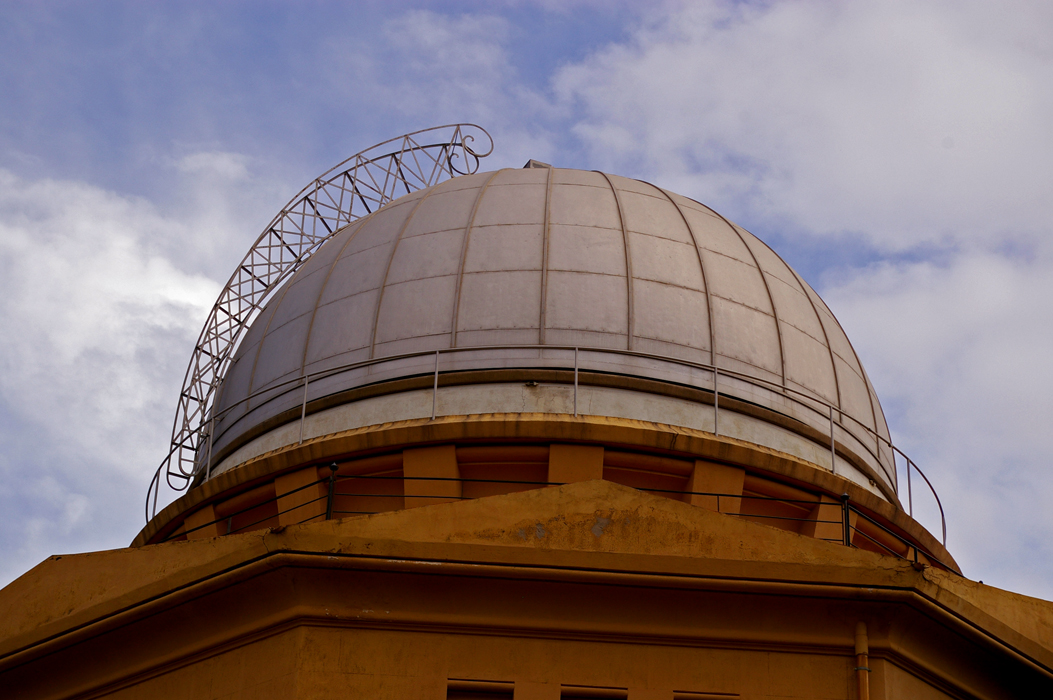
Cúpula

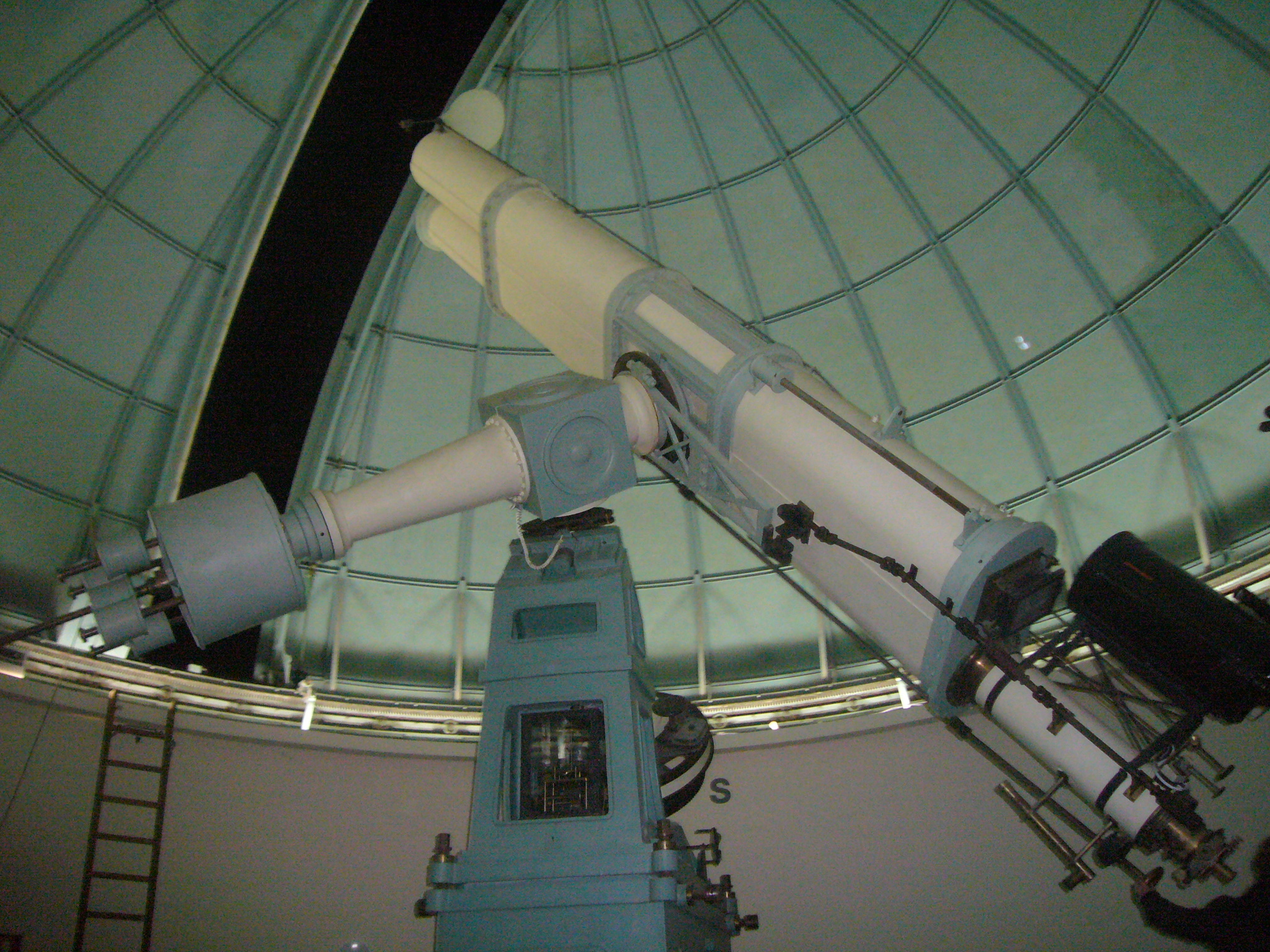
Telescopi refractor Mailhat de 38 cm de diàmetre (1904)

El 1894, la Reial Acadèmia de Ciències i Arts de Barcelona va finalitzar la nova seu de la Rambla, al capdamunt de la qual s'instal·laren dos observatoris astronòmic dissenyats per Joaquim Lànderer; nogensmenys, aviat es va veure que aquests eren obsolets. El 1895, la RACAB va presentar a la Diputació de Barcelona un projecte elaborat pels doctors Josep Domènech i Estapà i Eduard Fontserè per a construir un observatori al Tibidabo, però no es va poder dur a terme per manca de capital i de terrenys. L'impuls definitiu arribà el 1901, quan el marquès d'Alella, Camil Fabra i Fontanills, deixà com a llegat 250.000 pessetes a la RACAB, que es van destinar, juntament amb una generosa aportació de la Diputació i de l'Ajuntament, a la construcció de l'observatori a l'emplaçament actual.
Les obres començaren el 1902, i a la mort de Camil Fabra, els seus fills Ferran i Romà Fabra i Puig seguiren finançant la construcció. L'Observatori fou inaugurat el 7 d'abril del 1904, amb la presència del rei Alfons XIII i el president del Govern Antoni Maura, essent el primer director l'astrònom Josep Comas i Solà. Primerament s'anomenà Observatori del Tibidabo, però aviat es canvià el nom pel d'Observatori Fabra.
Inicialment s'organitzà en dues seccions: l'Astronòmica i la Meteorològica i Sísmica. Comas i Solà fou nomenat director de la Secció Astronòmica i també interinament director de la Meteorològica i Sísmica, fins que el 1912 se'n feu càrrec Eduard Fontserè. Fins a la Guerra Civil, l'observatori (que durant la Segona República Espanyola quedà integrat al Servei d'Astronomia de Catalunya, del qual Comas i Solà en fou director) gaudí del període de més rellevància científica, iniciant l'estudi sistemàtic de la sismologia catalana i pirinenca. S'hi realitzaren importants observacions, entre les quals cal destacar els estudis de Mart, el descobriment d'11 planetes menors i d'un cometa (el 32P/Comas Solà) i l'estudi d'estrelles dobles i variables.
Després de la mort de Comas i Solà el 1937, la direcció de l'observatori passà a Isidre Pòlit i posteriorment a Joaquim Febrer i Carbó. A partir dels anys 1940, l'activitat científica es veié reduïda, en part per la manca de pressupost i de condicions adients i en part per l'evolució de l'observació astronòmica, que deixà obsolets els instruments per a la recerca de primer nivell. Actualment, centra la seva activitat de recerca astronòmica en l'observació d'estels dobles i en la participació en programes internacionals centrats en l'estudi i seguiment d'asteroides i cometes (coordinats pel Minor Planet Center i per l'Observatori de Pulkovo). A més, en els darrers anys ha recuperat el paper de centre divulgador de l'astronomia, amb visites i xerrades, aprofitant el doble vessant de centre astronòmic en actiu i museu d'història de l'astronomia. El 2014 va rebre el premi com a lloc històric de l'European Physical Society, en reconeixement pel descobriment, el 1907, de l'atmosfera del satèl·lit de Saturn, Tità.
El seu actual director és Jordi Núñez de Murga, catedràtic del Departament d'Astronomia i Meteorologia de la Universitat de Barcelona i acadèmic numerari de la RACAB.

## Descripció
Consta d'un cos de planta octogonal en un extrem i una torre de planta rectangular en l'altre que, per un sortint muntat sobre cartel·les, es transforma en cruciforme; entre ambdues parts hi ha un cos allargassat, cobert a dues vessants, que els enllaça. El cos octogonal és coronat per una cúpula giratòria de planxa de ferro que conté el telescopi i que a la part baixa té, a manera de façana, un atri d'accés, amb dues columnes neoegípcies i un frontó atípic, dintre la línia de l'eclecticisme. La torre acaba amb una terrassa i un cos més alt amb una torrella o coronament metàl·lic. L'edifici s'adscriu a una ordenació general eclèctica premodernista, encara que el pòrtic i la cúpula corresponen a una traça clàssica.